# Lucien Collard
Lucien Collard, né le 8 décembre 1918 et mort le 11 janvier 2003 à Alma, est un homme politique québécois.